# Raczkowe Stawy

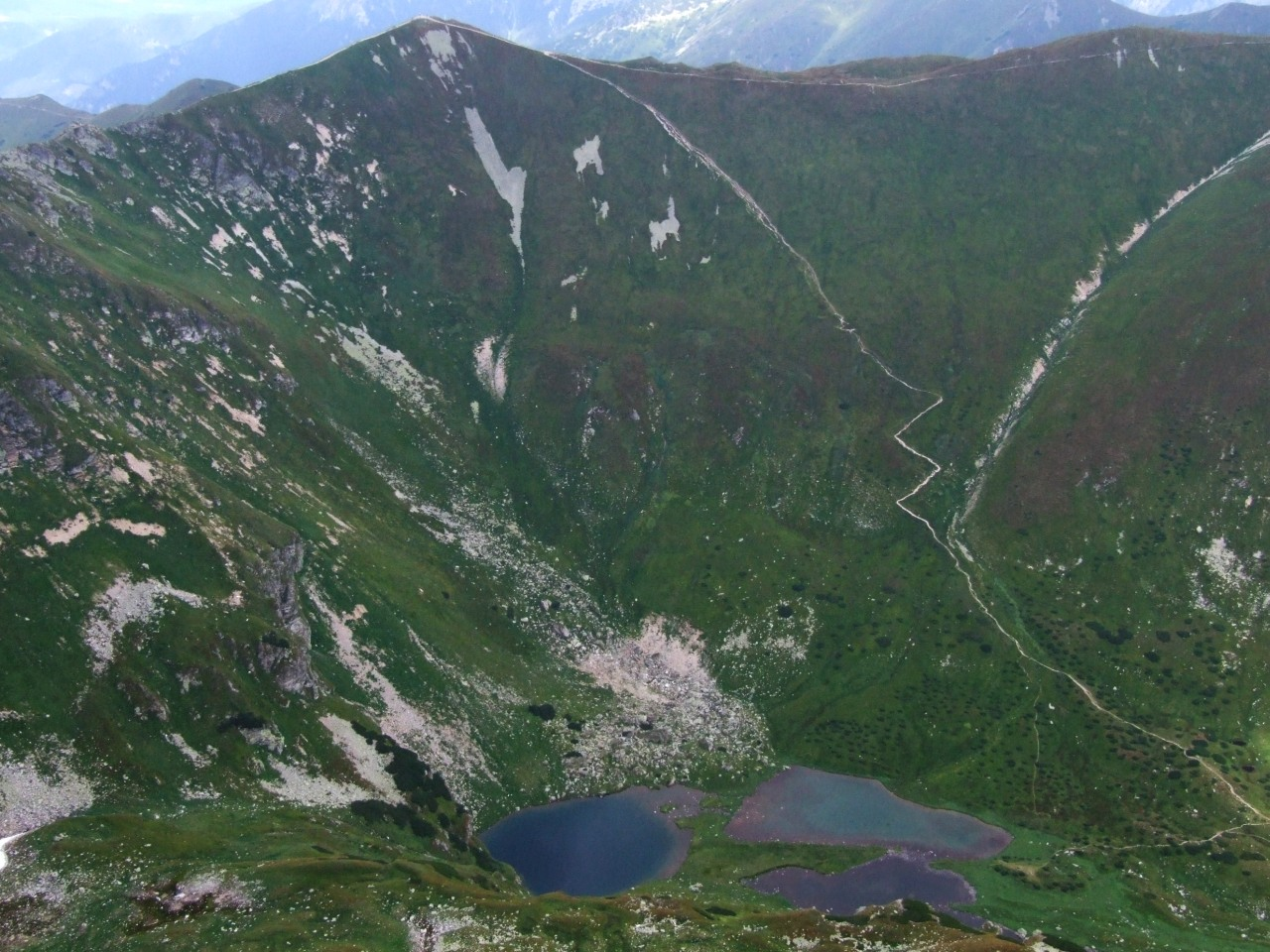
Raczkowe Stawy, widok z Jarząbczego Wierchu

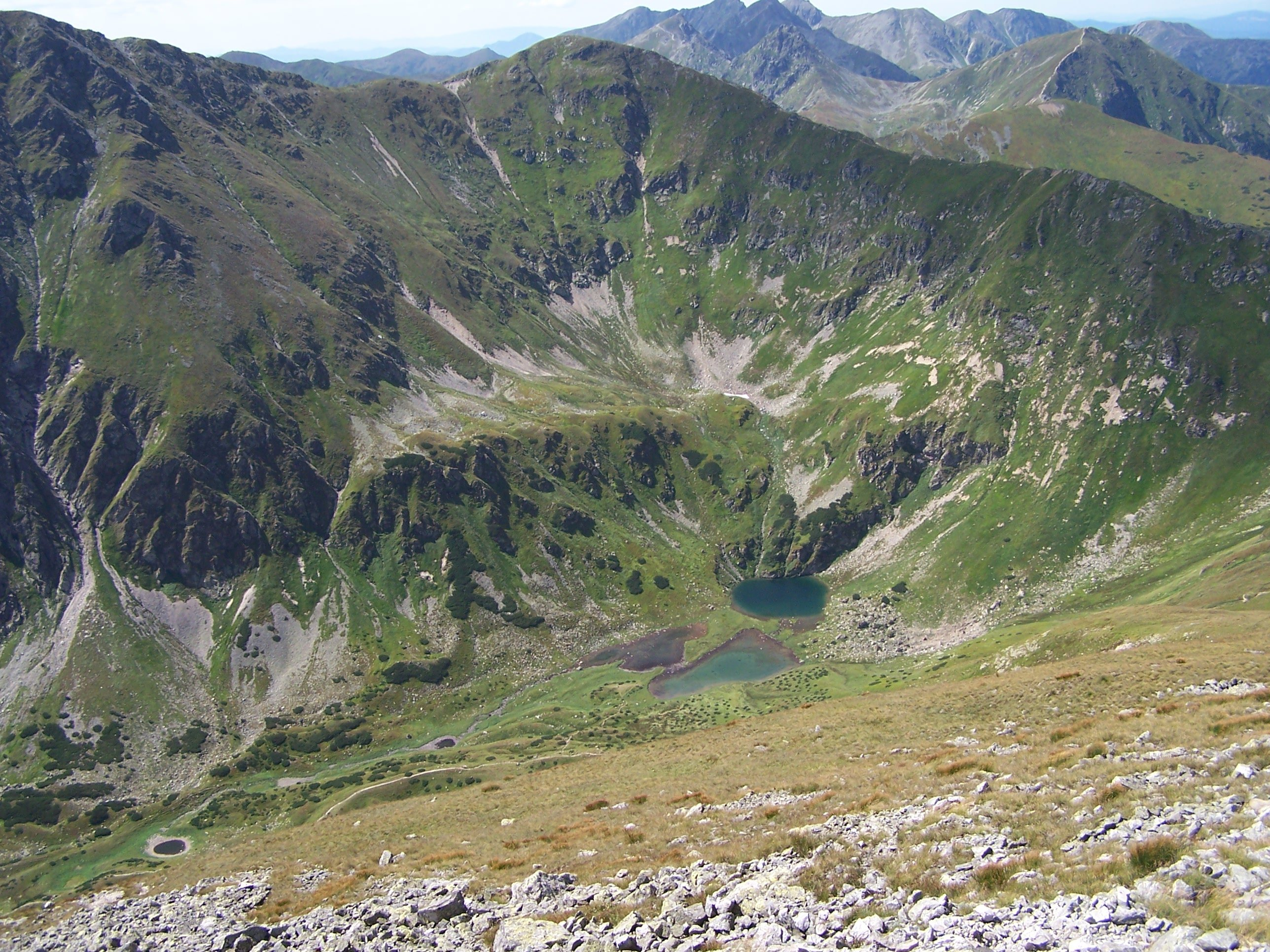
Raczkowe Stawy, widok ze Starorobociańskiego Wierchu

Raczkowe Stawy (słow. Račkove plesá) – grupa niedużych stawów w  Dolinie Raczkowej w słowackich Tatrach Zachodnich. Znajdują się one w górnym piętrze tej doliny, tzw. Dolinie Zadniej Raczkowej, pod zboczami Kończystego Wierchu, Jarząbczego Wierchu i Starorobociańskiego Wierchu. Nazwa stawów pochodzi od nazwy doliny, ta zaś od nazwiska. Stawy są pochodzenia lodowcowego, zajmują wgłębienia pomiędzy morenami dawnego lodowca zalegającego tę dolinę. Do grupy należą 3 większe stawy oraz 7 mniejszych. Niektóre z nich czasami wysychają. 3 większe stawy znajdują się na najwyższym piętrze doliny i są to:
- Zadni Staw Raczkowy – najwyższy, przylegający  bezpośrednio do skał,
- Suchy Staw Raczkowy – południowo-zachodni z grupy stawów, często wysychający – czasami łączy się odnogą z Przednim Stawem Raczkowym,
- Przedni Staw Raczkowy – największy, położony najbliżej szlaku turystycznego.

Ze stawów tych wypływa Raczkowy Potok. Wiosną, zasilane wodami z topniejących śniegów często łączą się one w jeden duży staw. Prócz tych 3 stawów występuje jeszcze kilka niżej położonych, niewielkich stawków okresowo wysychających. Najniżej z nich położony jest w leju ziemnym Czarny Raczkowy Stawek, leżący zaraz powyżej progu Zadniej Doliny Raczkowej.
Stawy badane były już dawno. W 1804 r. badania florystyczne w ich otoczeniu prowadził węgierski botanik Pál Kitaibel. Ich wysokość ponad poziomem morza jako pierwszy pomierzył Göran Wahlenberg w roku 1813. Potem badał je Ludwik Zejszner w 1845, 1850 i 1856, określając je nazwą Morskiego Oka lub Raczkowego Jeziora.

## Szlaki turystyczne
– żółty szlak z rozdroża Niżnia Łąka przez Dolinę Raczkową do Rozdroża pod Klinem i dalej Doliną Zadnią Raczkową obok stawów na Starorobociańską Przełęcz i Kończysty Wierch (2002 m). Suma wzniesień ok. 1050 m.
- Czas przejścia z Niżniej Łąki do Rozdroża pod Klinem: 2:30 h, ↓ 1:45 h
- Czas przejścia od rozdroża na Starorobociańską Przełęcz: 2 h, ↓ 1:30 h